# St-Romain (Wy-dit-Joli-Village)

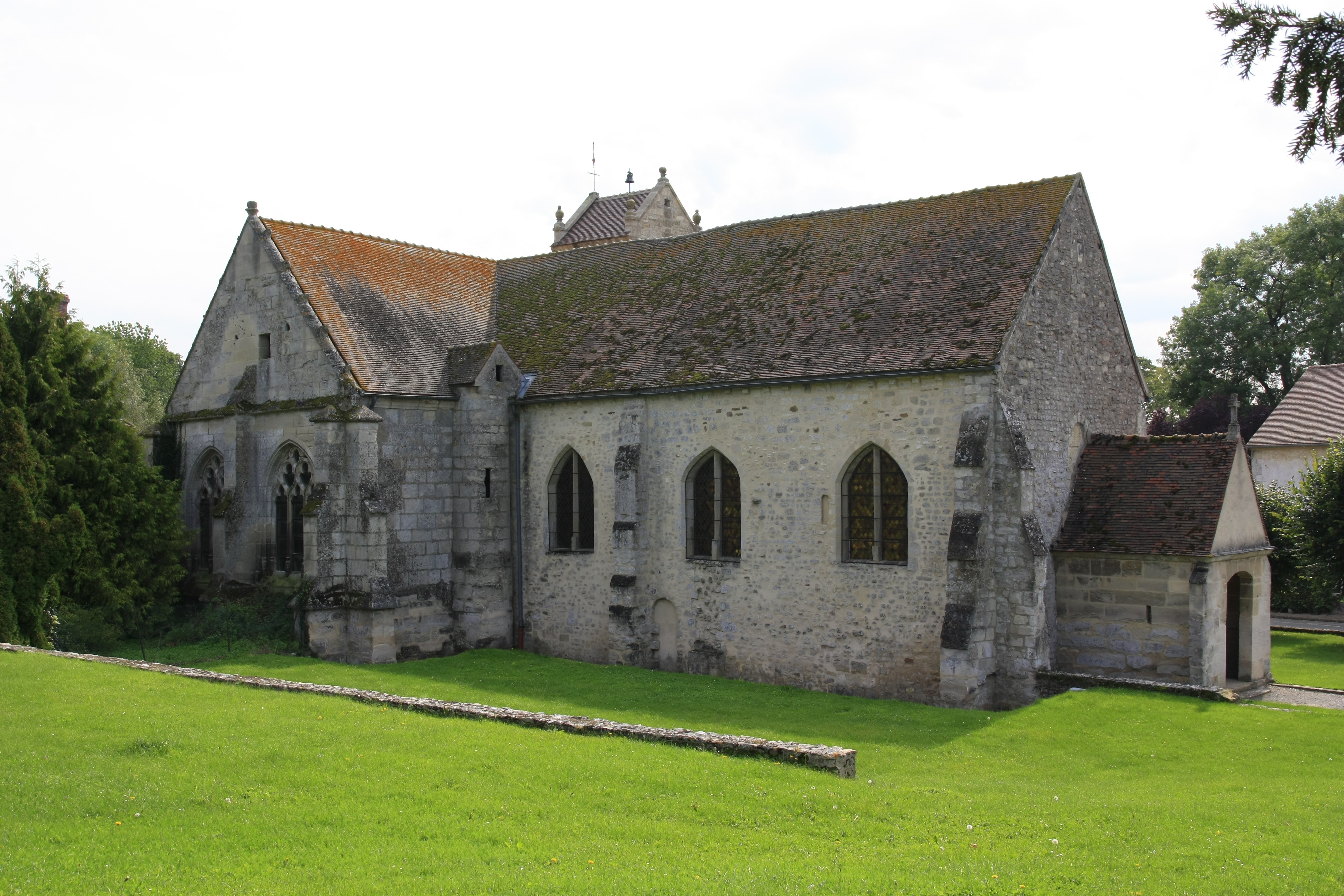
Kirche Saint-Romain, Nordwestansicht

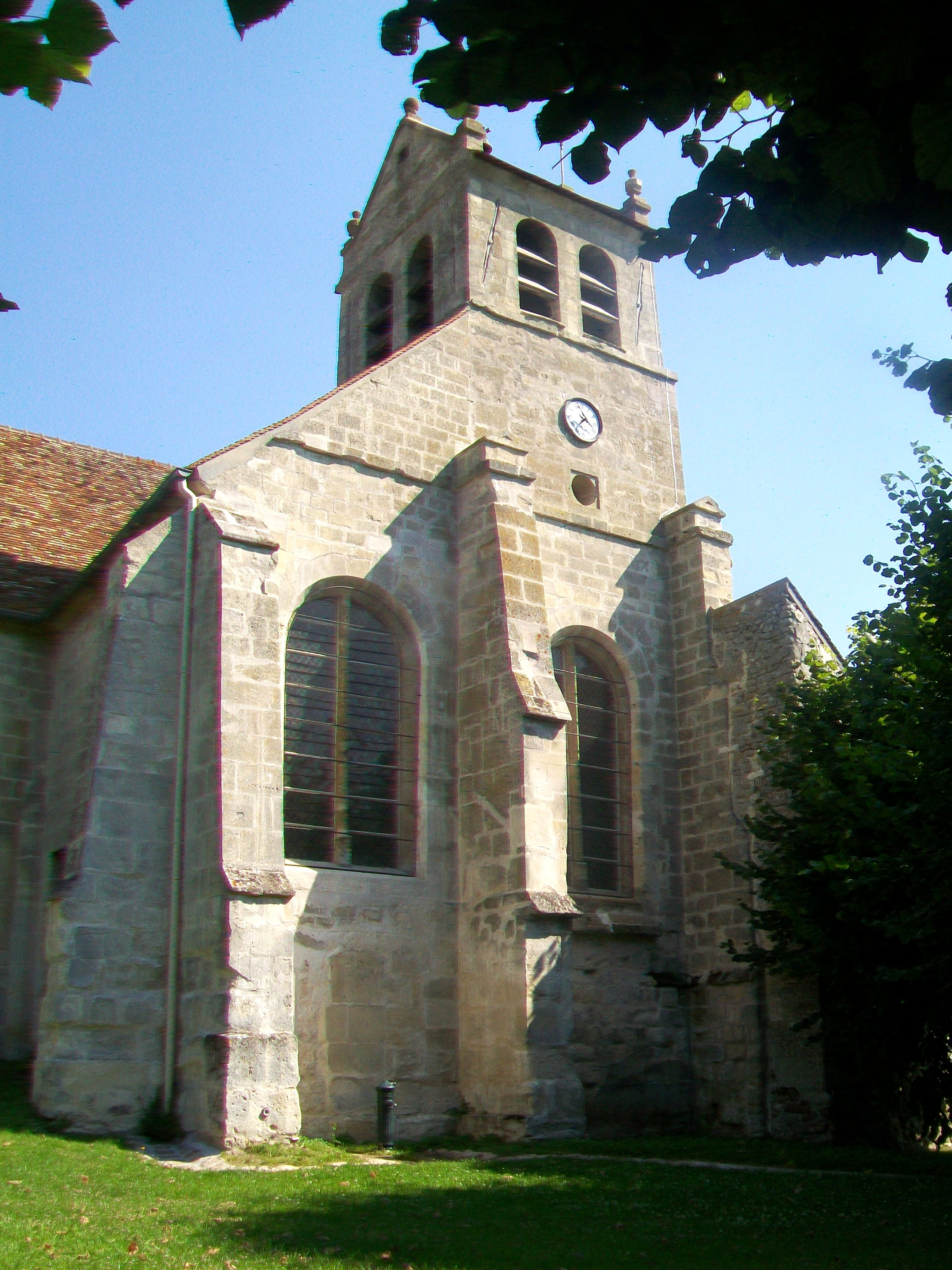
Südliches Querschiff und Turm

Die römisch-katholische Pfarrkirche St-Romain in Wy-dit-Joli-Village, einer französischen Gemeinde im Département Val-d’Oise in der Region Île-de-France, wurde ab dem 11. Jahrhundert errichtet. Das Bauwerk steht seit 1981 als Monument historique auf der Liste der Baudenkmäler in Frankreich.

## Geschichte
Die dem heiligen Romain, dem Erzbischof von Rouen, geweihte Kirche soll nach einer Legende um 625 von dem Heiligen selbst gegründet worden sein. Neben der Kirche wurde ein Friedhof aus der Merowingerzeit entdeckt.
Die heutige Kirche wurde 1255 von Eudes Rigaud, dem Erzbischof von Rouen, geweiht. Die ältesten Teile, die westlichen und nördlichen Mauern des Kirchenschiffs, stammen aus dem 11. Jahrhundert. Aus dieser Zeit ist auch das Portal erhalten. Der Unterbau des Glockenturms und der Chor wurden im 12. Jahrhundert errichtet. In der ersten Hälfte des 13. Jahrhunderts wurde das Schiff mit einem Gewölbe versehen und das südliche Querhaus errichtet. Im 16. Jahrhundert wurde das nördliche Querhaus, das mit einer zusätzlichen Kapelle versehen ist, angefügt.
Im Jahr 1695 wurde der Aufbau des Turmes erneuert und weitere Veränderungen der Kirche vorgenommen. Ebenso fanden im 19. Jahrhundert größere Umbaumaßnahmen statt.

## Ausstattung
Die Kirche besitzt vier Ausstattungsstücke, die als „mobilier classés monuments historiques au titre des objets“ auf der Denkmalliste stehen:
- Steinskulptur der Madonna mit Kind aus dem ersten Viertel des 16. Jahrhunderts[2]
- Steinskulptur des hl. Romain aus dem 17. Jahrhundert mit fehlenden Händen[3]
- Gemälde mit der Darstellung der Salome wie sie Herodias den Kopf Johannes des Täufers präsentiert, aus der Zeit von Ludwig XIII.[4]
- Gemälde mit der Darstellung des Johannes des Täufers, der predigt, aus der Zeit von Ludwig XIII.[5]